# Cotorra carablava
La cotorra carablava (Northiella haematogaster) és una espècie d'ocell de la família dels psitàcids (psittacidae) i única espècie del gènere Northiella. Habita boscos, matolls, semi-deserts i terres de conreu del sud d'Austràlia, al sud-est d'Austràlia Occidental, Austràlia Meridional, sud de Queensland, Nova Gal·les del Sud i nord de Victòria (Austràlia).